# Acritus
Acritus är ett släkte av skalbaggar som beskrevs av Leconte 1853. Acritus ingår i familjen stumpbaggar.

## Dottertaxa tillAcritus, i alfabetisk ordning[1][2]
- Acritus abundans
- Acritus acaroides
- Acritus acinus
- Acritus alienus
- Acritus alluaudi
- Acritus alticola
- Acritus alutaceus
- Acritus analis
- Acritus angoramensis
- Acritus arizonae
- Acritus atai
- Acritus atomus
- Acritus attaphilus
- Acritus australasiae
- Acritus bikoi
- Acritus bipartitus
- Acritus bisulcithorax
- Acritus blackburni
- Acritus blighi
- Acritus caledoniae
- Acritus caledonicus
- Acritus castaneus
- Acritus cingulidens
- Acritus colettae
- Acritus cooteri
- Acritus copricola
- Acritus courtoisi
- Acritus deharvengi
- Acritus depressus
- Acritus discriminatus
- Acritus discus
- Acritus dogueti
- Acritus dugdalei
- Acritus egregius
- Acritus eichelbaumi
- Acritus elgonensis
- Acritus erimae
- Acritus exiguus
- Acritus exquisitus
- Acritus fidjensis
- Acritus fidjicus
- Acritus fimetarius
- Acritus fuligineus
- Acritus gibbipectus
- Acritus griffithi
- Acritus haedillus
- Acritus halmaturinus
- Acritus hammondi
- Acritus helferi
- Acritus helmsi
- Acritus herbertfranzi
- Acritus hilum
- Acritus homoeopathicus
- Acritus ignobilis
- Acritus indignus
- Acritus inquilinus
- Acritus insipiens
- Acritus italicus
- Acritus komai
- Acritus kuscheli
- Acritus lamberti
- Acritus leai
- Acritus liliputianus
- Acritus loriai
- Acritus madagascariensis
- Acritus magnus
- Acritus mahnerti
- Acritus mandelai
- Acritus mateui
- Acritus matthewsi
- Acritus megaponerae
- Acritus methneri
- Acritus mexicanus
- Acritus microsomus
- Acritus microtatus
- Acritus minutus
- Acritus muhlei
- Acritus mulleri
- Acritus multipunctus
- Acritus nepalensis
- Acritus nigricornis
- Acritus novaeguineae
- Acritus occidentalis
- Acritus opimus
- Acritus pascuarum
- Acritus paulae
- Acritus pectinatus
- Acritus peculiaris
- Acritus pirata
- Acritus poggi
- Acritus prosternalis
- Acritus punctisternus
- Acritus quadristriatus
- Acritus quilleroui
- Acritus rugosus
- Acritus schmidti
- Acritus serratus
- Acritus shirozui
- Acritus strigipennis
- Acritus strigosus
- Acritus substriatus
- Acritus subtilissimus
- Acritus sulcatellus
- Acritus tasmaniae
- Acritus tataricus
- Acritus tazekae
- Acritus teaboomae
- Acritus tenuis
- Acritus tropicus
- Acritus tuberculatus
- Acritus tuberisternus
- Acritus udege
- Acritus vacheri
- Acritus vaulogeri
- Acritus wenzeli
- Acritus werneri
- Acritus wokanensis